# II. Pharnakész pontoszi király
II. Pharnakész (görögül Φαρνάκης; Kr. e. 97 k. – Boszporoszi Királyság, Kr. e. 47) az ókori Pontosz és a Boszporosz királya volt. Kr. e. 63-tól haláláig. Apját, VI. Mithridatész Eupatórt öngyilkosságba hajszolva szerezte meg a trónt, majd a római polgárháborút kihasználva hajdani birtokait is megkísérelte visszaszerezni. A zelai csatában Caesar meghiúsította ambícióit, ő pedig hazatérve egy trónbitorló ellen harcolva halt meg.

## Hatalomszerzése
Appianosz szerint apja számos fia közül őt jelölte ki trónörököséül és megkülönböztetett bánásmódban részesítette, azonban életéről alig tudunk valamit. Csak Mithridatész uralkodásának legvégén bukkan fel először a neve a forrásokban. A harmadik mithridatészi háborút végleg elvesztő pontoszi király Kr. e. 65-ben a korábban birodalmához csatolt krími Boszporoszi Királyságban keresett menedéket a Pompeius vezette rómaiak elől. Mithridatész még ekkor sem adta fel a küzdelmet, és sereget kezdett gyűjteni, hogy a gaetákkal és roxolánokkal szövetségben a Balkán felől támadjon Rómára. Terve azonban ellenállást váltott ki a boszporoszi előkelők és a sereg körében, amit Pharnakész Kr. e. 63-ban összeesküvésre használt fel. Konspirációjára fény derült, ám a király csak társait végeztette ki, fiának megkegyelmezett. A számos testvére gyászos sorsától megmenekült herceg erre nyílt lázadásba kezdett, a katonasággal a város egyik tornyába szorította vissza apját, aki hiába próbált kiegyezni vele, és végül öngyilkosságot követett el. Hatalmát megszilárdítandó Pharnakész azonnal követeket küldött a Szíriában hadakozó Pompeius után, akivel ezúton közölte meghódolását, sőt apja holttestét is kiadta a rómaiaknak, akik királyhoz méltó temetést biztosítottak neki a szinópéi családi sírboltban. Pompeius fogadta Pharnakész hódolatát, akit elismert boszporoszi királynak, továbbá Róma barátjának és szövetségesének.

## Uralkodása
Pharnakész uralkodásáról nagyon keveset tudunk, azon túl, hogy a környékbeli szkítákkal intenzív gazdasági, politikai és katonai kapcsolatokat ápolt. Végül a római politikai küzdelmeket kihasználva Phanagoria városát is bekebelezte, noha Pompeius a békekötéskor külön kikötötte a település szabadságát. Kr. e. 49-ben aztán kitört Caius Iulius Caesar és Pompeius polgárháborúja, mire Pharnakész megindult, hogy visszahódítsa az atyai örökséget a Fekete-tenger partvidékén és Anatóliában. Rövidesen hódolt neki Kolkhisz és Kis-Arménia, mire Deiotarosz galata király Cnaeus Domitius Calvinushoz, Caesar egy hadvezéréhez fordult segítségért, ám a szövetség Kr. e. 48-ban súlyos vereséget szenvedett Nikopolisz mellett. A győzelem nyomán Pharnakész meghódította egész Pontoszt, beleértve Amiszosz és Szinópé fontos városait. Eközben a Boszporosz igazgatására hátrahagyott Aszandrosz fellázadt ellene, de mielőtt visszatérhetett volna, híre jött Caesar közeledésének.
Pharnakész meghódolást ígérve megpróbálta lecsillapítani az Egyiptomból gyorsan közeledő hadvezért, ám Caesar nem engedett. Kr. e. 47 nyarán a zelai csatában Pharnakész seregét szétverték a rómaiak (ezt foglalta össze Caesar velősen a senatusnek küldött jelentésében a híres „veni, vidi, vici” mondattal). Pharnakész maroknyi lovasával Szinópéba tudott menekülni, ahonnan hazahajózott Boszporoszba. Itt szkítákat és szarmatákat toborozva felvette a harcot Aszandrosszal, aki azonban legyőzte és megölte. Appianosz szerint hősiesen, harcban esett el, Cassius Dio szerint fogolyként végeztek vele.
A trónon Aszandrosz követte. Egyik gyermekét, Dareioszt utóbb Marcus Antonius Pontosz királyává nevezte ki, Dünamisz nevű leánya pedig előbb Aszandrosz, majd a bitorló Szkriboniosz, végül az Antoniustól szintén pontoszi trónt szerző, utóbb Boszporosz élére is kinevezett Polemón felesége lett.